# لونا ۱۳

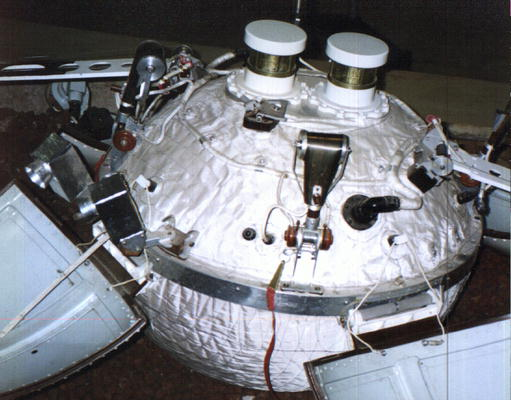
لونا ۱۳.

لونا ۱۳ (به انگلیسی: Luna 13) یا لونیک ۱۳ (به انگلیسی: Lunik 13) یک فضاپیمای بدون سرنشین برنامه لونا ساخت اتحاد جماهیر شوروی سوسیالیستی بود. این فضاپیما از کره زمین به فضا پرتاب شد و در ۲۴ دسامبر ۱۹۶۶ به صورت نرم بر روی کره ماه فرود آمد.